# Acragante

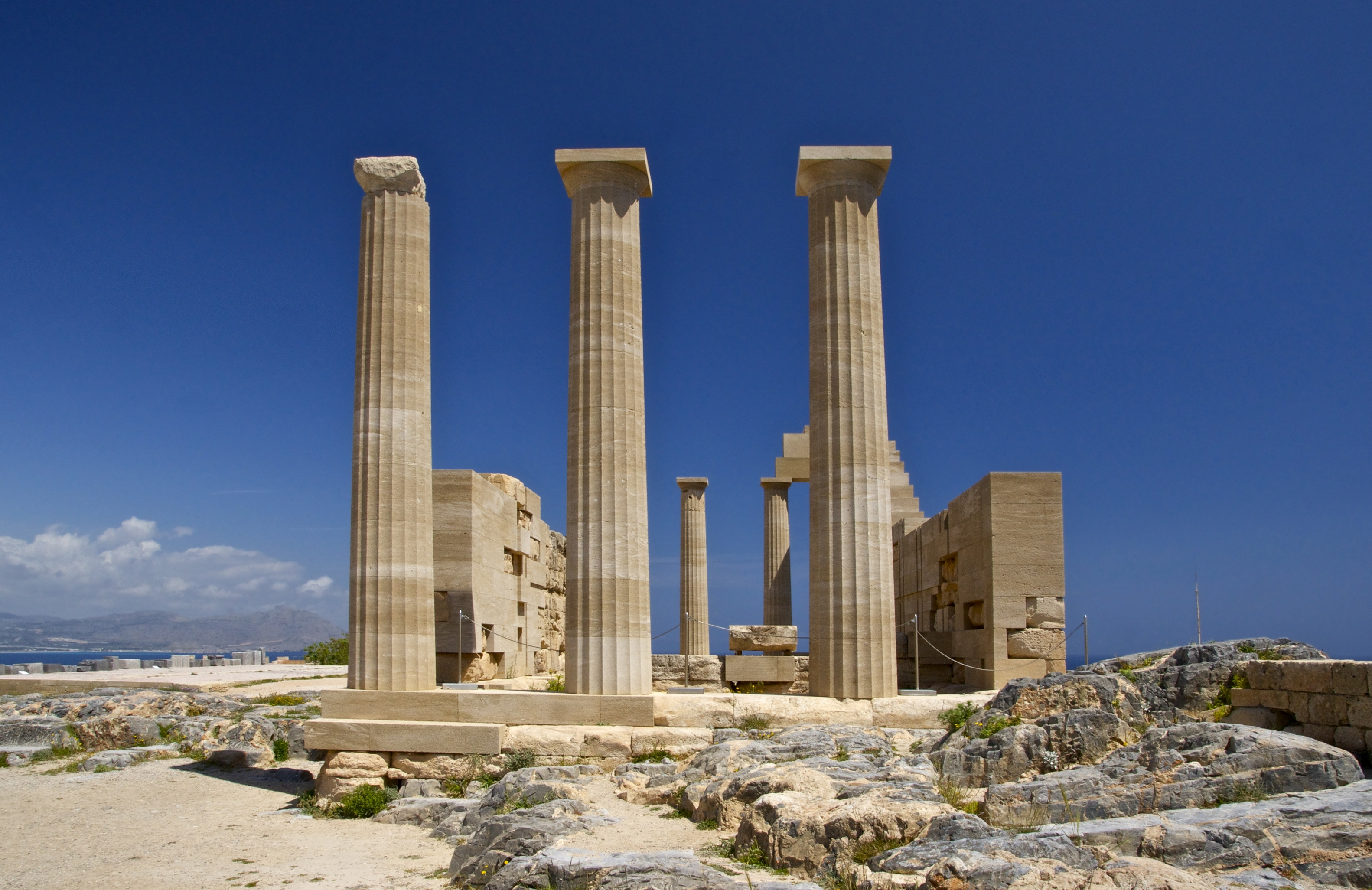
Il tempio di Atena Lindia sull'acropoli di Lindos, nell'isola di Rodi.

Acragante o Agraga o Akragas (dal greco Ακράγας e dal latino Acrăgas; fl. V secolo a.C.) è stato un cesellatore greco dell'argento, vissuto probabilmente fra il V e IV secolo a.C.

## Plinio il Vecchio
Tutto quello che sappiamo di questo antico toreuta greco si trova in un passo della Naturalis historia di Plinio il Vecchio. Nel XXXIII libro del suo trattato naturalistico, infatti, parlando di mineralogia e soprattutto di metallurgia, Plinio elenca una serie di cesellatori in argento particolarmente famosi, citando per primo Mentore come il più rinomato, seguito nella graduatoria della celebrità da Acragante, Boeto e Mys. Egli ricorda che ai suoi tempi (I secolo d.C.) opere di questi tre artisti erano ancora conservate in alcuni templi dell'isola di Rodi. Quelle di Boeto si trovavano nel tempio di Atena Lindia (sull'acropoli della cittadina costiera di Lindos), quelle di Acragante erano degli scifi cesellati con centauri e baccanti ed erano custoditi nel tempio di Dioniso (poco distante dal precedente), quelle di Mys infine raffiguravano sileni e cupidi ed erano anch'esse nel tempio di Dioniso. Il passo di Plinio si conclude segnalando che Acragante si era conquistato grande fama anche cesellando coppe con scene di caccia.
Di lui non ci è noto altro: non dove, non come, non quando nacque, visse o morì. Poco di più sappiamo di Boeto, elencato dallo stesso Plinio anche fra gli scultori e che dovrebbe essere vissuto o forse nato a Calcedonia se non a Cartagine, stando almeno a una citazione di Pausania il Periegeta nella sua Periegesi della Grecia. Qualche notizia supplementare abbiamo invece per Mys. Il passo di Plinio, menzionando insieme i tre artisti, induce a ritenere che fossero tutti più o meno della stessa epoca e, poiché Mys dovrebbe essere contemporaneo di Fidia, li si può collocare sul finire del V secolo a.C. se non addirittura nel secolo successivo, come suggerisce l'Arias.

## Giorgio Vasari
1500 anni dopo, il testo di Plinio venne ripreso da Giorgio Vasari in Le vite de' più eccellenti pittori, scultori e architettori: «Dopo costui [Mentore] nella medesima arte ebbero gran nome uno Acragante, uno Boeto et un altro chiamato Mys, dei quali nella isola di Rodi si vedevano per i templi in vasi sacri molto belle opere, e di quel Boeto spezialmente Centauri e Bacche fatti con lo scarpello in idrie et in altri vasi molto begli, e di quello ultimo un Cupido et uno Sileno di maravigliosa bellezza.»
Ad essere precisi, però, il testo non è del Vasari ma è contenuto in una "Lettera di messer Giovambattista di messer Marcello Adriani a messer Giorgio Vasari nella quale brevemente si racconta i nomi e l'opere de' più eccellenti artefici antichi in pittura, in bronzo et in marmo, qui aggiunta acciò non ci si desideri cosa alcuna di quelle che appartenghino alla intera notizia e gloria di queste nobilissime arti", riportata dal Vasari nella prima parte del suo libro. Come si può notare, la traduzione del passo di Plinio è piuttosto libera, tanto da attribuire al solo Boeto anche opere di Acragante.

## Stefano Ticozzi
Nell'Ottocento fu il saggista e poligrafo comasco Stefano Ticozzi a prendersi qualche libertà nell'interpretare le parole di Plinio affermando nel suo dizionario biografico degli artisti: «Agraga, probabilmente nato nell'isola di Rodi; fu uno de' più rinomati intagliatori in argento, dopo Mentore. Di costui vedevansi tuttavia, ai tempi di Plinio, nel tempio di Bacco in Rodi, alcuni Centauri intagliati sulle tazze d'argento. Ma più che ogni altro suo lavoro ebbe celebrità la rappresentazione di una caccia sopra un bicchiere.»

## Bernardo Quaranta

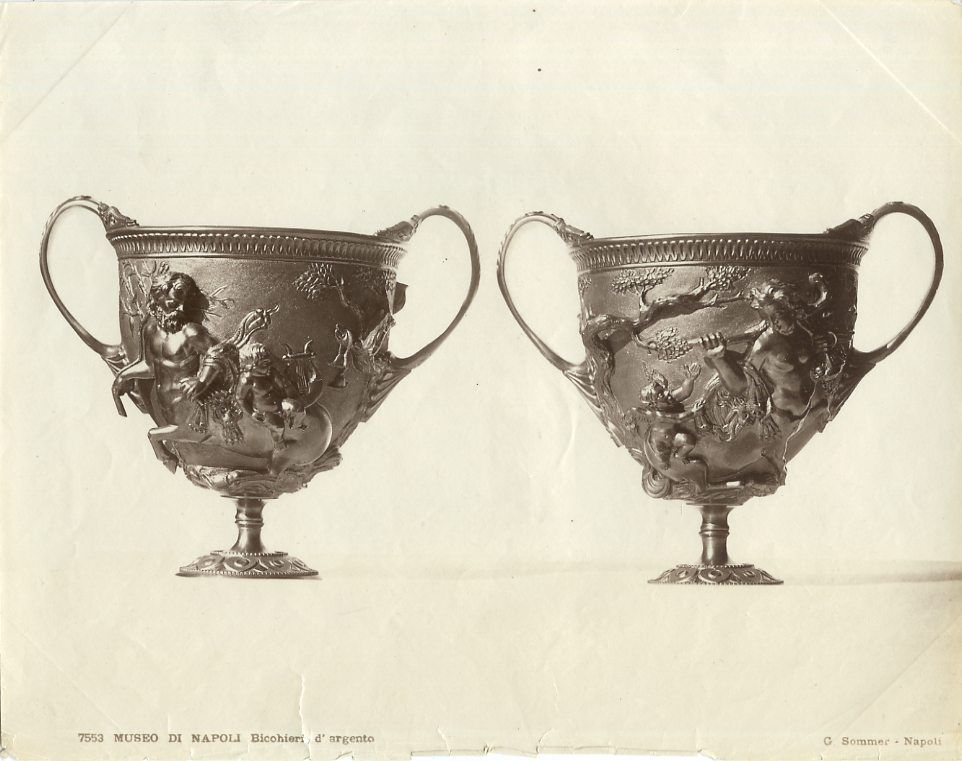
I due scifi pompeiani in argento descritti da Bernardo Quaranta.

Pochi anni dopo lo studioso Bernardo Quaranta, direttore del Real Museo Borbonico di Napoli, riprese a sua volta il testo pliniano suggerendo la possibilità che alcuni vasi rinvenuti negli scavi archeologici di Pompei e conservati nel museo napoletano fossero stati incisi da Acragante: «Stava per volgere alla sua fine il marzo del mille ottocento trentacinque allorché ... in Pompei» lungo la «strada chiamata della Fortuna» in «una casa ... posta rimpetto all'altra così detta di Meleagro ... furon trovati ... quattordici vasi d'argento, tra cui quattro spiccavano assai meglio e per la doratura che in alcune parti vi si osservò, e per le figure condottevi ad alto rilievo con magistero tal, che perde il pregio / della ricca materia appo il lavoro ... E chiamerò Scifi i quattro indorati che somigliano alla coppa di un calice, fornita di picciola base e dilicati manichi... tra gli artisti che nel lavoro di questi vasi d'argento si fecero gran nome, annoverasi ... lo stesso Mie, che aveva maestrevolmente fregiato di bassirilievi la Minerva colossale di Fidia ed eseguito altre piccole opere sopra i disegni di Parrasio, condusse pure vaghi rilievi in alcune tazze d'argento che ornavano il tempio di Bacco a Rodi. Superiore a lui dimostrossi quel Mentore che lavorò i quattro argentei vasi tanto celebrati da Plinio ... Furono inoltre in grande ammirazione i vasi d'argento di Boeto, e gli scifi di Acragante dov'erano rappresentate Menadi e Centauri, e gli altri anche più famigerati dov'erano rilevate bellissime cacce ... chi sa che non sieno quegli stessi che ora ci stanno davanti?»
Il testo prosegue con un'analitica descrizione dei due scifi (completata dai relativi disegni posti in appendice) e dell'altro vasellame rinvenuto a Pompei; tuttavia la domanda più o meno retorica con cui si conclude il brano qui riportato non può essere certo considerata un'attribuzione di paternità ma, valutata nel contesto generale della pubblicazione, va piuttosto interpretata come un artificio letterario, un nesso connettivo per motivare la precedente digressione dell'autore sulla toreutica greca. In ogni caso, i due scifi furono successivamente classificati come bicchieri di fattura romana.